# Chessel
Chessel és un municipi suís del cantó de Vaud, al districte d'Aigle.